# Sigurður Eggerz
Sigurður Eggerz (født 1. marts 1875 i Borðeyri, død 16. november 1945 i Reykjavík) var en islandsk jurist og politiker. Han tog juridisk embedseksamen ved Københavns Universitet i 1903. Eggerz var minister for Island fra 21. juli 1914 til 4. maj 1915 og Islands statsminister fra 7. marts 1922 til 22. marts 1924.
Eggerz var medlem af Altinget i tre perioder fra 1911-15, 1916-26 og 1927-31, og finansminister 1917-20. Han var medgrundlægger af Selvstændighedspartiet i 1929.

## Familie
Han var gift Solveig Jónsdottír, datter af Kristján Jónsson. De blev forældre til diplomaten og forfatteren Petur Eggerz og Erna Eggerz.